# Codetta
La codetta o uncino è un segno diacritico a forma di uncino posto nella parte inferiore destra di una vocale dell'alfabeto latino usato in alcune lingue europee e amerindie.

## Lingue che usano la codetta
- polacco (lettere ą, ę)
- casciubo (ą)
- lituano (ą, ę, į, ų)
- creek, navajo e apache occidentale (ą, ąą, ę, ęę, į, įį, ǫ, ǫǫ)
- chiricahua e mescalero (ą, ąą, ę, ęę, į, įį, ų, ųų),
- tutchone e älvdalen dalecarlico (ą, ę, į, ų, y̨ e ą̊),
- gwich'in.
- trascrizione scolastica moderna del norreno (lettera ǫ)

Esempio in polacco:
 Wół go pyta: „Panie chrząszczu,
 Po co pan tak brzęczy w gąszczu?“
 — Jan Brzechwa, Chrząszcz
Esempio in lituano:
 Lydėdami gęstančią žarą vėlai
 Pakilo į dangų margi sakalai
 — Vincas Mykolaitis-Putinas, Margi sakalai
Esempio in älvdalen dalecarlico:
"Ja, eð war įe plåg að gęslkallum, dar eð war slaik uondlostjyner i gęslun."
 — Vikar Margit Andersdotter, I fäbodlivet i gamla tider.

## Valori

### Nasalizzazione
L'uso della codetta per indicare le vocali nasali è di uso comune nella trascrizione delle lingue indigene delle Americhe. L'uso è originato dalle ortografie create dalle missioni cristiane per scrivere queste lingue. Successivamente, la pratica venne continuata dagli antropologi e linguisti americani che ancora oggi seguono questa convenzione nella trascrizione fonetica.
La codetta è anche usato nella traslitterazione accademica di antico slavo ecclesiastico e norreno. In polacco (il cui termine è ogonek che significa piccola coda), navajo, apache occidentale, chiricahua e Älvdalen dalecarlico indica che la vocale è nasalizzata.

### Lunghezza
In lituano, dove formalmente indica una nasalizzazione che non esiste però più, indica una  vocale lunga. Il termine lituano per "codetta" è nosinė che letteralmente significa "nasale".

### Tono
In navajo, chiricahua, apache occidentale e mescalero può venir combinato con gli accenti acuto e grave per indicare un tono, o in una vocale lunga e alta, 	
cadendo, un tono aumentante (ad esempio ą́, ǫ́ǫ́, į́į). Nella convenzione ortografica di Willem de Reuse, l'apache occidentale presenta una combinazione della codetta e del macron (ad esempio ǭ, į̄į̄).

## E caudata

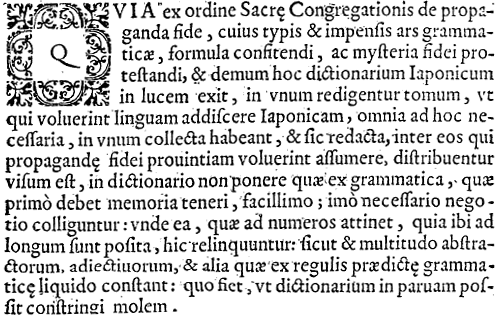
Frammento di un libro latino pubblicato a Roma nel 1632. La E caudata è usata nelle parole Sacrę, propagandę, prædictę e grammaticę. Da Notare che la forma grammaticæ è anche usata.